# Neanthes philippinensis
Neanthes philippinensis är en ringmaskart som beskrevs av Leon-Gonzalez och Salazar-Vallejo 2003. Neanthes philippinensis ingår i släktet Neanthes och familjen Nereididae. Inga underarter finns listade i Catalogue of Life.